# American Perfekt
American Perfekt (Brasil: Los Angeles - Caminho para a Morte ) é um filme de estrada de suspense policial de 1997, escrito e dirigido por Paul Chart, produzido por Irvin Kershner. Foi exibido na seção Un Certain Regard no Festival de Cannes de 1997. O filme é estrelado por Robert Forster como um psiquiatra que dá uma carona a uma motorista (Amanda Plummer) depois que seu carro quebra. As intenções do aparentemente bom samaritano tornam-se questionáveis quando a dupla se depara com um vigarista viajante (David Thewlis) e ambos desaparecem abruptamente.

## Enredo
Enquanto dirigia sozinho no deserto de Mojave, o carro de Sandra Thomas (Plummer) quebra após um incidente de raiva na estrada com outro motorista, Santini (Thewlis), que mais tarde é revelado ser um notório golpista. Sandra é oferecida uma carona pelo transeunte de fala suave Jake Nyman (Forster), que se identifica como um psiquiatra de Los Angeles em uma viagem de prazer com decisões baseadas em usar uma moeda em um cara ou coroa. Sandra pretendia encontrar sua irmã de carona, Alice (Fairuza Balk), na cidade de Pearblossom. No entanto, o encontro é mais uma vez adiado quando o carro de Jake fica sem gasolina.
Durante uma pausa em uma parada de descanso, os dois ficam romanticamente ligados. Eles também se reúnem com Santini, que soca Sandra no rosto durante uma briga de bêbados. Baseado em usar uma moeda em um cara ou coroa, Jake se oferece para matar Santini ou garantir que ele não a machuque nunca mais. Ela também tem a opção de acompanhar Jake pelo resto de sua viagem usando sua filosofia. No entanto, o resultado de qualquer um dos dois não é revelado, e ambos Sandra e Santini desaparecem.
Pouco tempo depois, Jake encontra Alice e lhe dá uma carona, e embora haja conhecimento comum de que ele estava com Sandra, o paradeiro desta última não é conhecido. Quando o corpo de uma mulher aparece em um motel onde ela e Jake estavam hospedados, os restos mortais são identificados como pertencentes a Rita (Balaski), uma viciada em um flerte local que dormiu com Santini. O xerife Frank (Paul Sorvino) e o delegado Sam (Chris Sarandon) não suspeitam de irregularidades de Jake com base em sua ficha limpa e comportamento; a implicação imediata é que Santini, um fugitivo, estava envolvido na morte de Rita e no desaparecimento de Sandra. Alice não está alarmada que Jake mentiu para a polícia sobre por que ela estava com ele - alegando que ela era uma adolescente grávida "paciente" dele - e continua a ir junto para o passeio.
Mais tarde, Santini persegue Jake e Alice na estrada, mas sai da estrada e bate seu carro. Alice tenta resgatá-lo, mas ele não consegue falar devido a uma lesão na boca e morre. Xerife Frank encontra uma língua humana no banheiro do quarto de motel de Jake e descobre com um alerta que ele é o suspeito em uma investigação de serial killer. Simultaneamente, Jake incrimina-se a Alice como o assassino psicopata de sua irmã, recitando friamente suas memórias de infância e mostrando o corpo mutilado de Sandra no porta-malas de seu carro. Alice bate no rosto dele com uma pá e foge para um celeiro próximo, onde Jake (que havia roubado uma arma de uma loja na estrada) a embosca.
Como um último esforço para salvar sua vida e apaziguar a filosofia de Jake, Alice propõe um lançamento de moeda no qual ela pode andar livre (cara) ou ele vai matá-la (coroa), usando uma moeda Kennedy de duas caras comutado de meio dólar tirado de Santini. Jake descobre que a moeda é falsa e vira seu veículo para recuperar sua moeda para um relançamento, mas é atingido pelo carro que se aproxima de Frank e Sam, resultando na morte de todos os três.

## Elenco
- Fairuza Balk como Alice Thomas
- Robert Forster como Jake Nyman
- Amanda Plummer como Sandra Thomas
- Paul Sorvino como Xerife Frank Noonan
- David Thewlis como Santini
- Chris Sarandon como Deputy Sammy
- Geoffrey Lewis como Willy
- Jay Patterson como Bertnie
- Judson Mills como Junior
- Rutanya Alda como Gloria
- Belinda Balaski como Rita